# Andrés de Cesarea
Andrés de Cesarea (Ἀνδρέας Καισαρείας en griego original, Cesarea de Capadocia, ¿563 - 637?) fue un teólogo y arzobispo de Cesarea de Capadocia. Escribió un Comentario sobre el Libro de las revelaciones o Apocalipsis, considerado el más importante de los que se nos han transmitido en griego. Él lo incluía en el canon del Nuevo Testamento, pese a las dudas de algunos teólogos, donde en efecto terminó por incluirse. 

## Biografía
No se sabe prácticamente nada de él, y en el pasado diversos autores lo situaron entre los siglos siglo V y IX. La única certeza disponible es que su sucesor, Aretas de Cesarea (860-935), se inspiró en gran medida en él para componer su propio comentario sobre el Apocalipsis. A diferencia de la mayoría de los comentarios bizantinos, Andrés poseía un conocimiento amplísimo de la antigua literatura patrística. Contó con una difusión muy amplia: hoy se conocen no menos de 56 manuscritos griegos antiguos que contienen la obra. Ha habido varias traducciones de la misma desde la Edad Media (al eslavo antiguo, al armenio...). El texto también presenta variantes significativas según los manuscritos. La editio princeps del texto griego fue entregada por Friedrich Sylburg en Heidelberg, 1596. 
Su método de exégesis es principalmente alegórico; cita y extracta a numerosos padres griegos de los que apenas quedan testimonios. En 1901 se encontró el texto del verdadero Comentario del Apocalipsis de Ecumenio (el que antes había bajo este nombre era solo un epítome o compendio del de Andrés de Cesarea). Por tanto, hoy sabemos que el Comentario de Ecumenio es anterior al de Andrés de Cesarea, y como este lo usó (sin nombrarlo), y por otra parte existen argumentos convincentes sobre que Ecumenio debió haber vivido en el siglo VI, Andrés de Cesarea es posterior. En cuanto al Comentario al Apocalipsis de Andrés de Cesarea, las alusiones cronológicas sitúan su composición  entre 607 y 614. En la actualidad es accesible en la Patrologia Graeca de Migne (CVI, 215-458, 1387-94).
También compuso un comentario sobre otro texto escatológico, las Visiones del profeta Daniel, citado en un catálogo del siglo XVI, y una obra titulada Therapeutikê, aparentemente en  forma de preguntas y respuestas, en particular sobre temas igualmente escatológicos, del que quedan escasos fragmentos.

## Reliquia
Durante muchos años se pensaba que el cráneo que se encontraba en el relicario de la Catedral  de la Dormición (Moscú), era el cráneo de San Juan Crisóstomo, pero luego se confirmó que el cráneo pertenecía a San Andrés de Cesárea. En 1655 el Zar Alejo I de Rusia pidió al Monasterio de Vatopedi el cráneo de San Juan Crisóstomo. A cambio, el zar enviaría 2000 rublos en compensación para que pudieran pagar sus deudas, el monasterio terminó enviando el cráneo. 
Más tarde, el monasterio exigió la devolución de la reliquia al Zar Pedro I de Rusia, el Grande, este ordenó que la reliquia fuera confiscada y permaneciera en Rusia, además ordenó el pago de 500 rublos al Monasterio de Vatopedi en compensación por la confiscación, permaneciendo la reliquia en la Catedral de la Asunción (Dormición), en 1920 el gobierno soviético ordenó la confiscación de la reliquia y esta permaneció expuesta en un museo, en el año de 1988, en el aniversario 1000 de la conversión de Rusia al cristianismo, fue devuelto a la iglesia rusa y permanece en la Catedral de Cristo Salvador de Moscú. Según investigaciones, durante el pedido de devolución de reliquia por parte del Monasterio de Vatopedi, estos dijeron al Zar que el cráneo enviado en realidad era de San Andrés de Cesárea, a causa de esto el zar detuvo el envío de compensaciones al monasterio, también el autor Vasil Grigorovich-Barsky, hace una lista de reliquias de la catedral, mencionando el Cráneo como el de San Andrés de Creta